# Scaphiophis
Scaphiophis – rodzaj węży z podrodziny Colubrinae w rodzinie połozowatych (Colubridae).

## Zasięg występowania
Rodzaj obejmuje gatunki występujące w Ugandzie, Kenii, Tanzanii, Zambii, Sudanie, Rwandzie, Burundi, Demokratycznej Republice Konga, Kongu, Angoli, Republice Środkowoafrykańskiej, Kamerunie, Nigerii, Togo, Beninie, Ghanie, Wybrzeżu Kości Słoniowej, Gwinei, Erytrei i Etiopii.  

## Systematyka

### Etymologia
Scaphiophis: gr. σκαφιον skaphion „łopatka”; οφις ophis, οφεως opheōs „wąż”.

### Podział systematyczny
Do rodzaju należą następujące gatunki: 
- Scaphiophis albopunctatus
- Scaphiophis raffreyi